# ただようだけ
『ただようだけ』は、田中ヤコブの4枚目のアルバム。2024年11月13日にNEWFOLKより発売。
自身初の二枚組アルバム。ゲストを招いたSide Aと録音・演奏を自身のみで行ったSide Bからなる。
タイトルは「漂うだけ」と「ただ酔うだけ」のダブルミーニング。

## 収録曲
Side A (全9曲)
1. ぬけがらの海
2. ファウルフライ
ソロバージョン (MV)
3. 午後四時
インスト。
4. 山の向こうに
5. The Flat
デモ音源
6. くちなし
7. ピクニックボーイ
8. 風の中に
　ながれの中にの再録。歌詞が一部異なる。
9. きっと誰かがずっと
ソロバージョン (MV)

Side B (全11曲)
1. Initiation
ミュージックビデオよりキーが低くなっている。
2. ピクニックボーイ(proto)
3. 暇ゆえに
4. ヤコブの梯子
5. ドライブ日和
Side A用にギターやドラムを録り直したバージョンも存在する[2]。
6. くちなし(proto)
7. 歩き方から教えてくれろ
家主「石のような自由」に収録された楽曲のソロバージョン。
8. むかしのことばかり
9. 釣れない釣りに行く理由
10. ながれの中に
11. The Flutter(naked)
家主「DOOM」に収録された楽曲のソロバージョン。
12. I won't keep you waiting (CD bonus track)
NY在住のソングライター・Ben Sadockとのコラボレーション楽曲。